# Doubs, Doubs
Doubs är en kommun i departementet Doubs i regionen Bourgogne-Franche-Comté i östra Frankrike. Kommunen ligger i kantonen Pontarlier som tillhör arrondissementet Pontarlier. År 2022 hade Doubs 3 309 invånare.

## Befolkningsutveckling
Antalet invånare i kommunen Doubs
Referens:INSEE